# Claes Rundgren
Claes Göran Rundgren, född den 29 september 1943 i Göteborg, död den 31 augusti 2021 i Borensberg, Östergötlands län, var en svensk jurist.

## Biografi
Rundgren avlade juris kandidatexamen vid Stockholms universitet 1967 och genomförde tingstjänstgöring 1967–1970. Han blev fiskal vid Hovrätten för Övre Norrland 1971, vattenrättssekreterare i Norrbygdens vattendomstol samma år, tingsfiskal 1972, assessor 1975, rådman och vattenrättsdomare i Luleå tingsrätt 1976, hovrättsråd i Göta hovrätt 1983, lagman i Haparanda tingsrätt 1989 och i Mjölby tingsrätt 1998. Rundgren var vice auditör vid Norrbottens flygflottilj 1972–1975 och 1977–1982, tjänstgjorde hos Riksåklagaren och Bostadsdomstolen 1976, auditör i Förenta Nationernas tjänst i Mellersta Östern 1978, tillförordnat kammarrättsråd vid Kammarrätten i Jönköping 1986, tillförordnad lagman i Svegs tingsrätt 1988, folkrättslig rådgivare hos militärbefälhavaren i Västra militärområdet 1987–1989 och Sveriges ordförande i Finsk–svenska gränsälvskommissionen 1990–1999. Han vilar på Motala griftegård.